# Rafael Lorente Escudero
Rafael Lorente Escudero (Montevideo, 3 de febrero de 1907 - 22 de marzo de 1992) fue un arquitecto uruguayo.

## Biografía
Egresado de la Universidad de la República en 1934 con el título de Arquitecto.
Contrajo matrimonio con Cristina Mourelle Ruan, sus hijos Cristina, Ana María y Rafael Lorente Mourelle (quién también colaboró con su padre).
Trabajó sucesivamente en sociedad con Raúl Sichero Bouret, Luis García Pardo, Ildefonso Aroztegui, Guillermo Jones Odriozola, Francisco Villegas Berro, entre otros. Fue un referente para la siguiente generación de profesionales, como Acosta Romeu, Héctor Brum, Rodríguez Juanotena, Rodríguez Orozco, Felipe Zamora, Justino Serralta, Lucas Ríos, Luis Vaia entre otros.

## Obras
- Edificio de la Administración Nacional de Combustibles, Alcohol y Portland (década de 1940)
- Estación de servicio Ancap de Carrasco (1944).[3]
- Estación de servicio Ancap de Punta de Este (1945)
- Cantegril Country Club de Punta del Este (inauguración 1947)
- Edificio Requena, calle Dr. Joaquín Requena 967, Montevideo ( 1957)
- Edificio de Viviendas,  Juan Manuel Blanes y charrúa, Montevideo
- Edificio de la Asociación de Empleados Bancarios del Uruguay (concurso 1964, inauguración 1968).[4]